# Pierre Vandammesluis
De Pierre Vandammesluis is een sluis in de haven van Brugge-Zeebrugge. De sluis werd afgewerkt in 1985 en verbindt de tijgebonden voorhaven met het Verbindingsdok in de tij-ongebonden achterhaven. Het is de grootste sluis in het havengebied. 
De afmetingen (500 m lang, 57 m breed, een diepte tot 18,5 m en een watervolume van maximaal 527.000 m³) maken het mogelijk de grootste autocarriers te schutten, of verschillende schepen tegelijk. De sluis is aan beide kanten uitgerust met twee sluisdeuren en twee basculebruggen. Op alle vier de bruggen ligt één spoor van de Kusttram. 
De havendienst van het havenbestuur (MBZ) zorgt voor de permanente bediening van de sluis en voor de coördinatie van de scheepvaart in de achterhaven en de binnenhaven van Brugge.

## Afbeeldingen

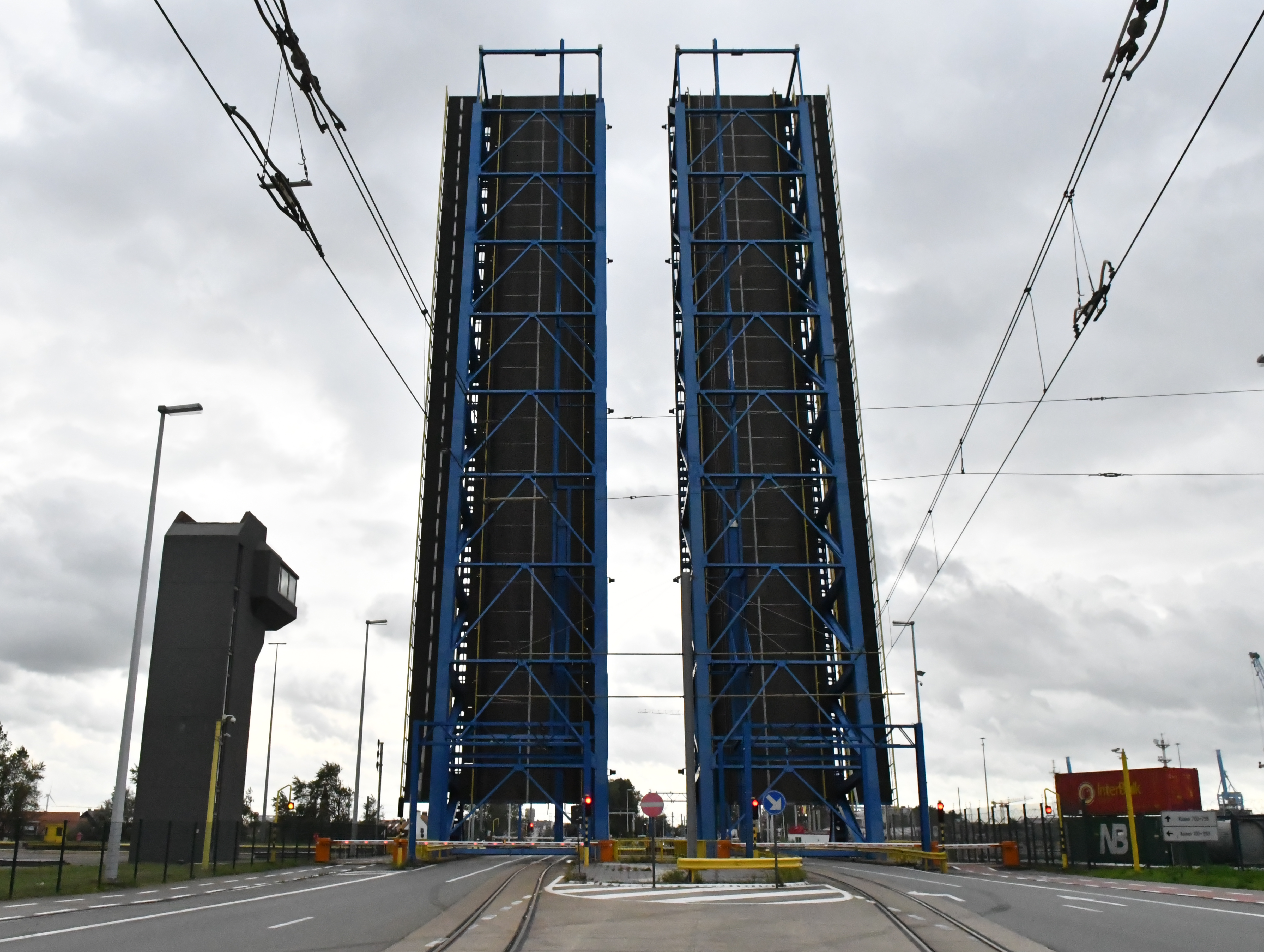
Geopende basculebruggen aan de zeezijde.
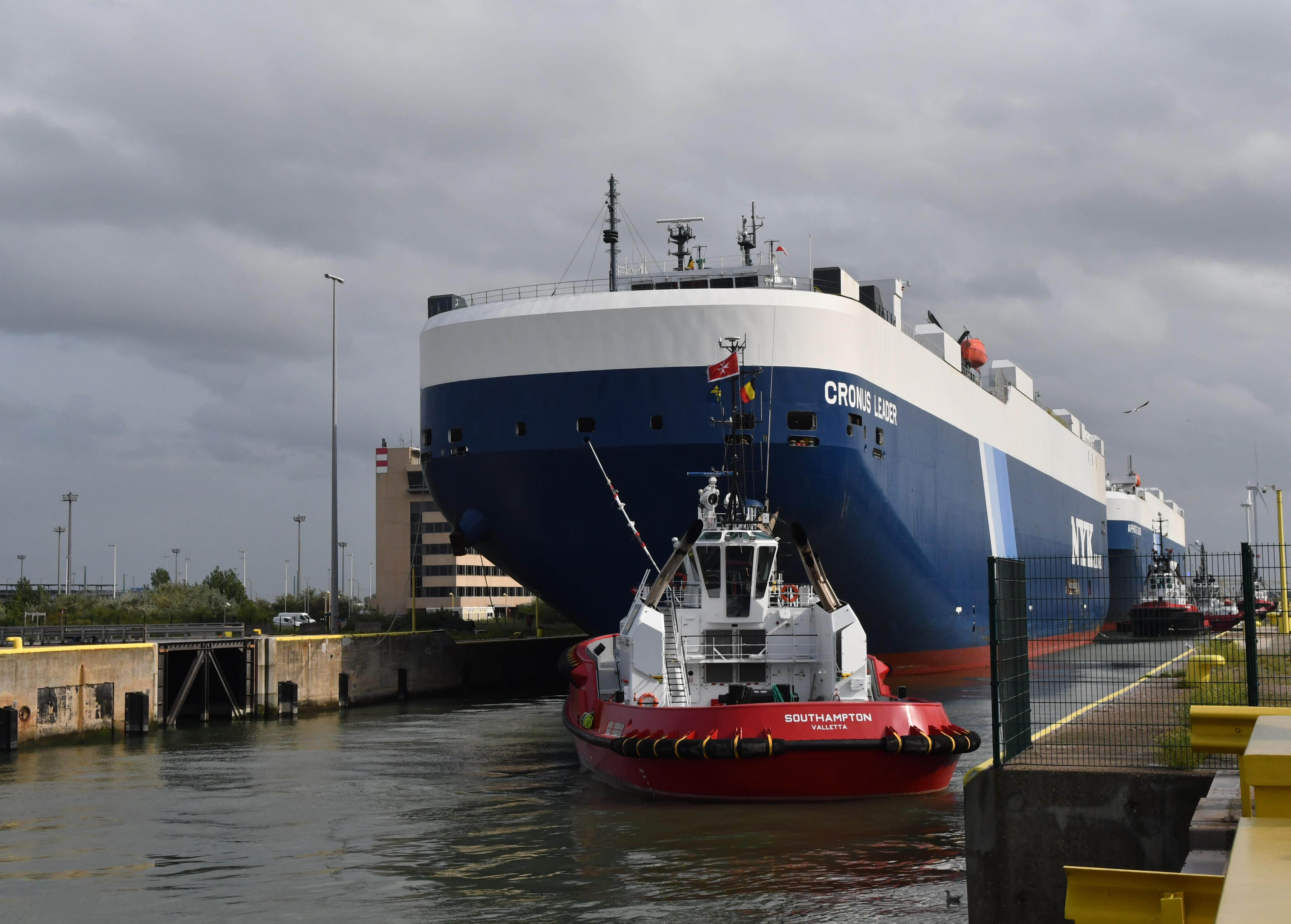
Autocarriers in de Pierre Vandammesluis.
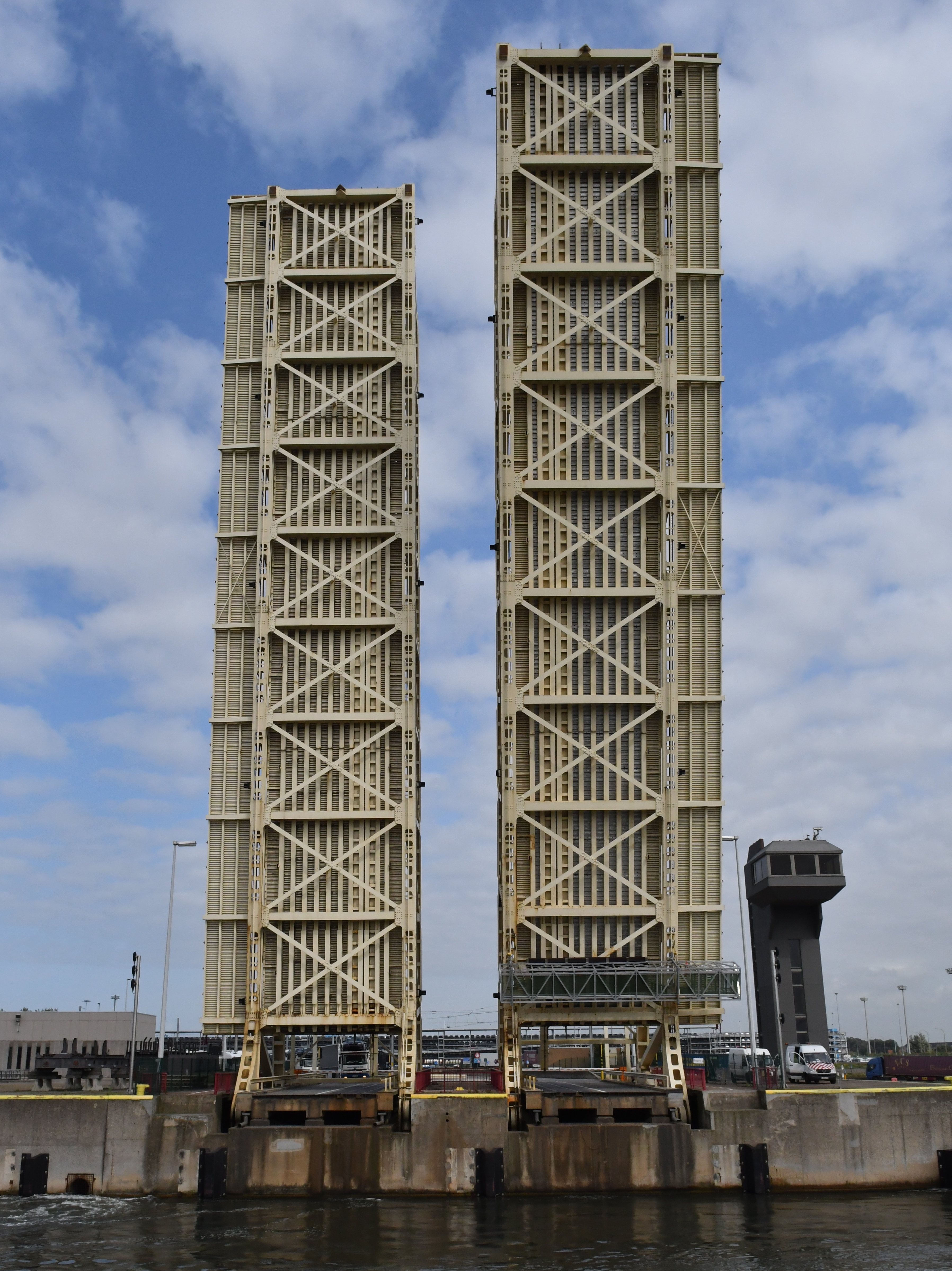
Geopende basculebruggen aan de havenzijde.